# Dorpsfeest
Dorpsfeest is een olieverfschilderij op koper van David Teniers de Jonge uit 1651.

## Beschrijving
David Teniers was zijn schilderscarrière begonnen als navolger van Adriaen Brouwer, maar na 1640 begon hij het rauwe realisme van zijn dronken en grimassen trekkende boeren geleidelijk te vervangen door een kleurrijker en idyllischer kijk op het landleven. Dit paste meer bij zijn maatschappelijke positie als ayuda de cámara van aartshertog Leopold Wilhelm van Oostenrijk, bij wie hij vanaf 1646 in dienst was als hofschilder en beheerder van de kunstcollectie. Het Dorpsfeest uit 1651 is een belangrijk werk uit deze zowel maatschappelijk als artistiek succesvolle periode. Er wordt nog steeds gedronken, geslempt en geflirt, maar de sfeer is luchtiger dan in de vroegere werken en nauwelijks aanstootgevend. Het succes van het schilderij blijkt uit de vele reprises en varianten die hij ervan heeft gemaakt.

## Latere varianten

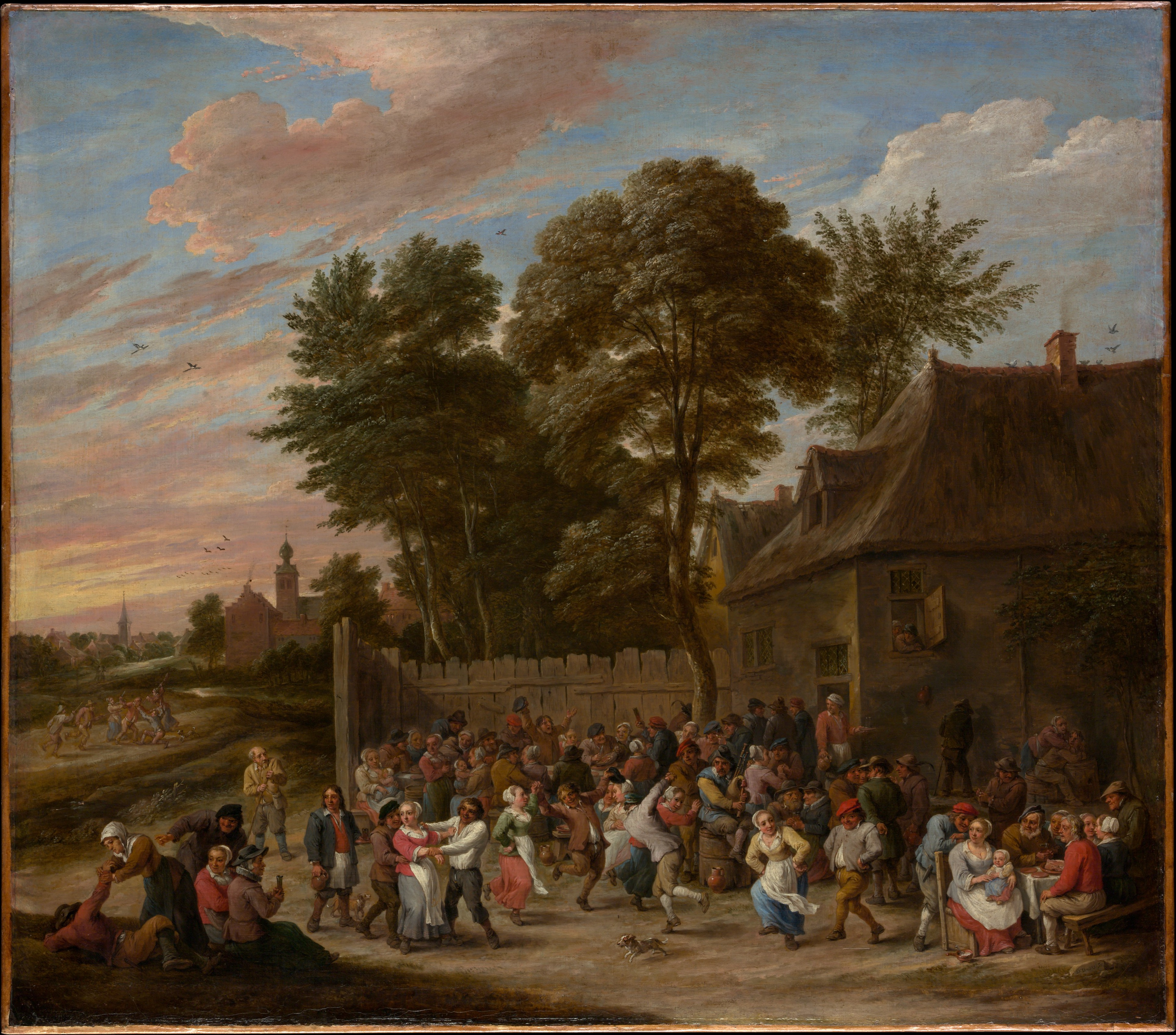
Dansende en feestende boeren, ca. 1660, Metropolitan Museum of Art, New York
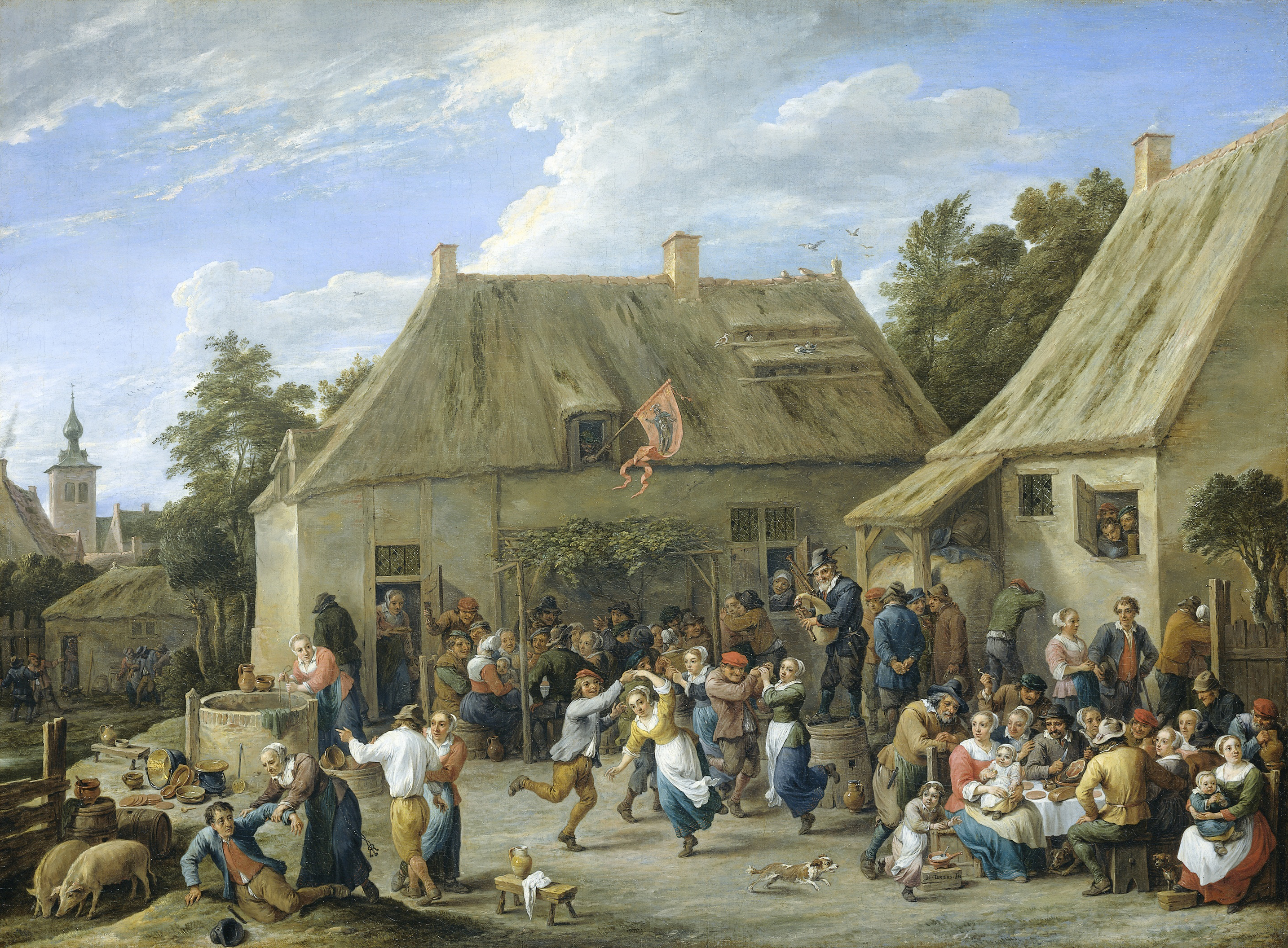
Boerenkermis, ca. 1665, olieverf op doek, Rijksmuseum Amsterdam (inv. SK-C-298)

## Herkomst
Het schilderij werd waarschijnlijk aangekocht door Johann Wilhelm, keurvorst van de Palts, (1658-1716) voor zijn galerij in Düsseldorf. In 1806 werd het als onderdeel van de keurvorstelijke collectie ondergebracht in de Alte Pinakothek in München, waar het tot 1929 verbleef. Daarna bevond het schilderij zich bij kunsthandel D.A. Hoogendijk in Amsterdam en werd het aangekocht door Henri Deterding, die het schilderij in 1936 aan het Museum Boijmans Van Beuningen schonk.